# Jewhen Petrenko
Jewhen Petrenko (ukr. Євген Петренкo) (ur. w 1946 w Ługańsku) – ukraiński malarz. 

## Życiorys
Absolwent  malarstwa w Kijowie oraz Wyższej Szkoły Sztuki i Projektowania w Moskwie, skąd został wydalony za przynależność do organizacji ukraińskich studentów. W latach dziewięćdziesiątych przebywał i działał w Krakowie. Mieszka i tworzy w Grecji, na Krecie. 

## Twórczość
Pionier i reprezentant nurtu abstrakcjonizmu figuralnego oraz abstrakcyjnego ekspresjonizmu w sztuce ukraińskiej. Jego malarstwo odznacza się inwencją kompozycyjną oraz przywiązywaniem istotnej roli do formotwóczej funkcji koloru.